# Christian Lété
Christian Lété (* 6. Oktober 1944 in Tunis) ist ein französischer Jazz-Schlagzeuger.
Lété spielte seit 1971 mit René Urtreger, Maurice Vander und Raymond Lesénéchal in der Hausband des Club Saint-Germain in Paris. 1972 war er mit Eddy Louiss auf Europatournee und gab Konzerte mit Yvan Julien. Später trat er mit Dexter Gordon, George Coleman, Joachim Kühn und Charlie Wood im Chat qui pêche auf. Gemeinsam mit Bernard Lubat gründete er die Gruppe Percussions Expériences, spielte aber auch in den Gruppen von Didier Levallet, Jouk Minor, Jef Gilson oder Henri Texier.
1982 begleitete er mit dem Orchestre Philharmonique de Lorraine Barbara Hendricks in einem Gershwin-Programm. Anschließend arbeitete er als Studiomusiker, aber auch in den Gruppen von Gérard Marais und Jean-Marc Padovani. 1988 wurde er Mitglied des Orchestre National du Jazz, mit dem er u. a. bei Festivals in Angoulême, Bourges, Montpellier, Nancy, Berlin, Wien und Tokio auftrat. Weiterhin arbeitete er auch mit Claude Nougaro, Eddy Mitchell und Charles Aznavour.
Gegenwärtig arbeitet er mit dem Trio Terranova-Lété-Bonfils (mit Claude Terranova und Tony Bonfils) und leitet ein eigenes Quartett (u. a. mit Jean-Marc Larché).

## Diskographie
- Eddy Mitchell: Ketchup Electrique, 1974
- André Ceccarelli: Ceccarelli, 1977
- Bruno Letort: Asia, 1988
- Claude Barthélemy/Orchestre National de Jazz 89/90: Claire mit Michael Riessler, Michel Godard, Bobby Rangell, Jean-Louis Matinier,  Renaud Garcia-Fons, Jean-Luc Ponthieux u. a., 1989
- Claude Barthélemy/Orchestre National de Jazz 90/91: Jack Line, 1991
- Charles Aznavour: Intégrale du Spectacle Aznavour, 1993
- Mico Nissim Trio: Dragon Des Mers, 1996
- Charles Aznavour: Recital Aznavour Live, 1999
- Cinque Terre mit dem Christian Lété Quartet, 2001